# Agrostis schweinitzii
Agrostis schweinitzii é uma espécie de gramínea do gênero Agrostis, pertencente à família Poaceae.